# 3D film

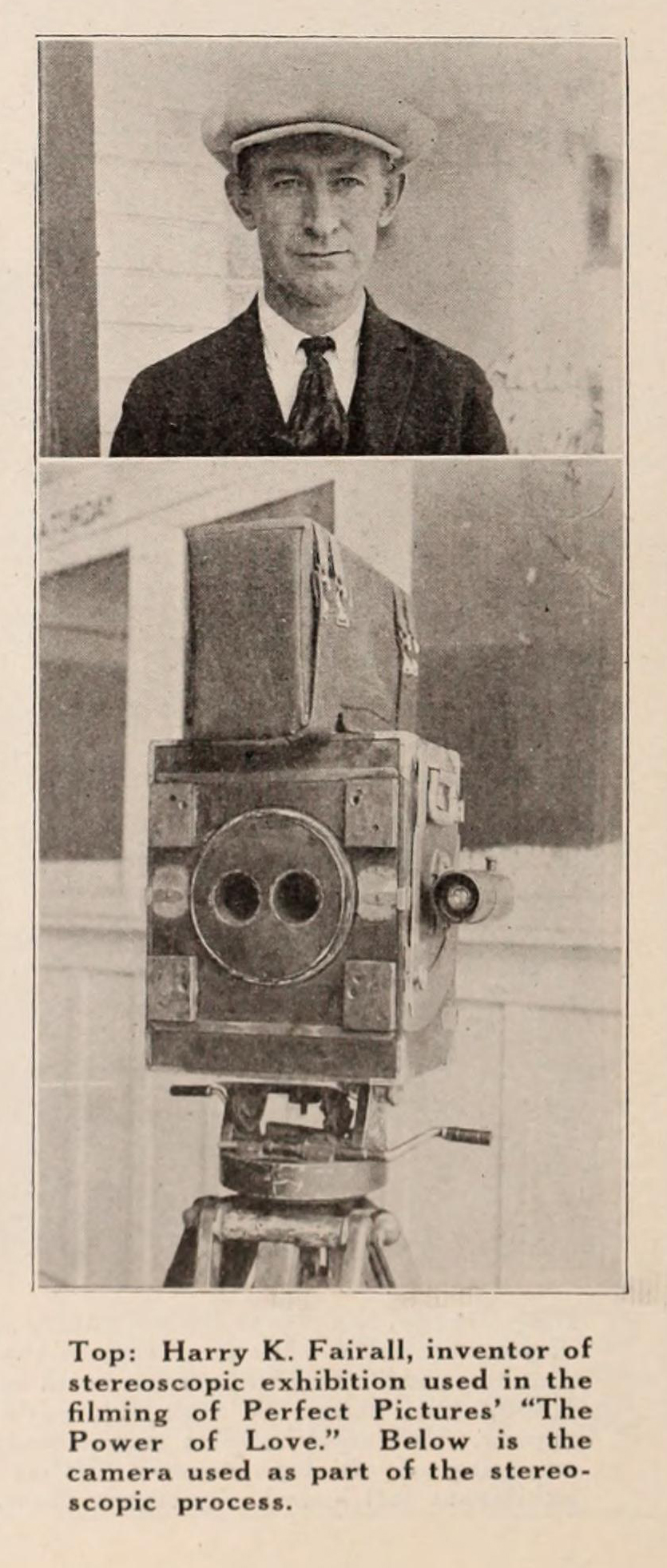
Harry Fairall a jeho kamera (1922)

3D film (3D video, stereo film, stereo video) umožňuje spatřit natočené scény nikoli ploše, ale v celé jejich hloubce. Používána je řada různých metod, jak toho dosáhnout, například polarizace nebo anaglyf. První metoda zajišťuje rozdělení obrazu pro levé a pravé oko prostřednictvím různé polarizace světla, druhá barevným odlišením. Na konci 90. let 20. století byla velmi populární stereoskopie, předchůdce 3D technologií.

## Použití
Polarizace využívají například kina IMAX, nachází také další široké uplatnění, například videa na YouTube. Pro vytvoření 3D videa je třeba mít k dispozici dva záběry jedné scény – pohled levým a pravým okem a odpovídající software.
Pro prohlížení polarizovaného 3D obrazu je třeba použít brýle s různými průzory – v prvním případě s polarizační slídou, ve druhém různobarevné – modrozelený a červený. Výhodou anaglyphu je jeho velké rozšíření – pokud vytvoříte 3D video v anaglyphu, může je pozorovat velké množství lidí po celém světě, kteří vlastní příslušné brýle.
První 3D celovečerní film byl uveden v roce 1922. Režisérem filmu „The Power of Love“ byl Nat G. Deverich. 3D ani 2D verze se však do současnosti nedochovala. Dalším 3D filmem byl „Mars“ od režiséra Roye Williama Neilla.

## Moderní metody zobrazení 3D filmů

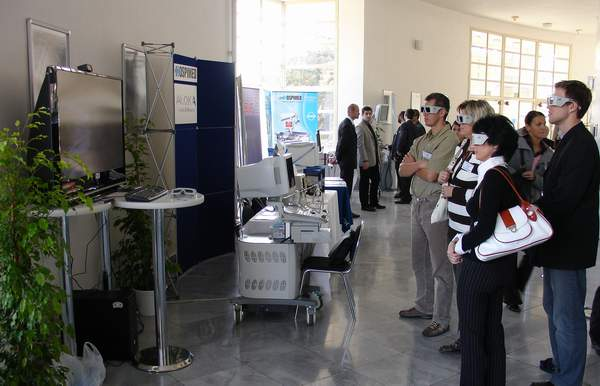
Zobrazení robotické chirurgické operace pomocí aktivní DLP 3D projekce

V současné době je anaglyph nahrazován modernějšími technikami, které nevedou k destrukci barevného podání filmu (viz stereoskopie). V kině IMAX se využívá technika polarizované projekce. Techniku polarizované projekce využívají i digitální kina – díky systému RealD mohou tato kina pracovat jak ve 2D tak 3D režimu. Další technikou je tzv. aktivní zobrazení využívající střídavé zatmívání pravého a levého oka. Technologie 3D autostereoskopických monitorů využívá projekci různého obrazu do různých směrů. Technologie INFITEC je odvozená od anaglyfu, ale využívá 6 vlnových délek, takže zachovává barvy. Řešením jsou i HMD displeje využívající dvě mikroobrazovky.

## 3D filmy v Česku

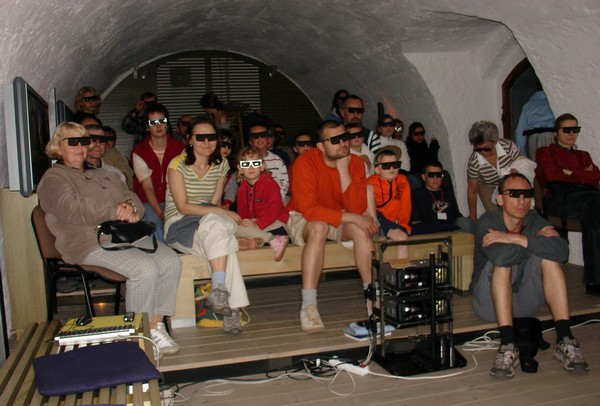
Diváci sledují 3D film promítaný technikou pasivní polarizované projekce na AniFestu 2007

Promítání 3D filmů vyžaduje speciální technologii. Největší 3D kino v Česku je kino IMAX v paláci Flóra v Praze. Zde je možné vidět řadu filmů zpravidla zahraniční produkce. Dále lze filmy v 3D zhlédnout v mnoha dalších multikinech po celé ČR. Dalším místem s veřejnou instalací 3D projekce je muzeum Škoda Auto v Mladé Boleslavi. Zde lze zhlédnout instruktážní filmy o práci motoru a dokumentární 3D film o transformaci kusu plechu v hotový automobil (film se jmenuje „Narození auta“ a vznik automobilu dává do paralely s vývojem lidského zárodku). 3D projekčním systémem je vybaveno i Informační středisko JETE Temelín. Veřejnosti se zde zdarma promítá film o využití jaderné energie. V rámci Třeboňského festivalu animovaných filmů AniFilm lze každoročně zhlédnout stereoskopické filmy vytvořené počítačovou animací nebo stop-motion technikou. V Plzni je 3D kino součástí DinoParku, který je součástí zoo. Další projekční zařízení vlastní Fakulta aplikovaných věd Západočeské univerzity a v rámci výzkumu holografie jej veřejnosti předvádí při každoročním dni otevřených dveří.
Českým stereoskopickým filmem je například pokračování animovaného filmu - Kozí příběh se sýrem.

## Natáčení 3D filmů

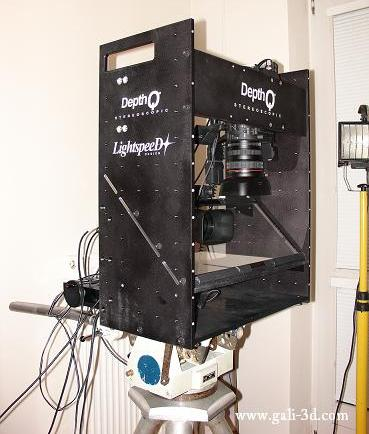
3D kamerový systém typu paracam používaný českou firmou GALI-3D

Na první pohled vypadá natáčení 3D filmů jako snadná věc. Vezmou se dvě kamery, umístí se vedle sebe na vzdálenost lidských očí (cca 65 mm) a může se natáčet. Tento naivní přístup vede ke vzniku odstrašujících příkladů 3D filmů, na které se není možné dívat déle než několik sekund. Kamery musí být v první řadě dokonale synchronizované, a to jak z hlediska času snímání (s přesností na zlomky milisekund), tak s ohledem na ostření, zoom, barevné vyvážení a clonu. Tyto funkce poskytují jen profesionální plně elektronicky ovládatelné kamerové systémy. Dalším požadavkem je rozteč kamer – tu by bylo optimálně nutné dle velikosti scény mít možnost nastavovat od nuly (pro velmi malé objekty snímané z blízka) až po rozteče řádu stovek metrů (např. pro snímání pohoří v pozadí). Řešením jsou speciální montáže kamer (anglicky nazývané „rig“, nebo „paracam“ montáž), kdy jsou kamery umístěné kolmo na sebe a obraz se snímá přes polopropustné zrcadlo. Jedna z kamer je umístěna v kolejnicích – tak je možné nastavit jakoukoliv separaci nezávisle na velikosti použitých kamer.

## Zajímavosti
- Prvním masově rozšířeným a navštěvovaným filmem v digitalizovaných 3D kinech byl snímek Avatar z roku 2009.
- Uměleckému využití 3D projekce se věnovali mimo jiné němečtí tvůrci jako Wim Wenders (snímek Pina o tanečníci Pině Bausch) nebo Werner Herzog (Jeskyně zapomenutých snů).
- Prvním českým filmem ve 3D byl snímek režiséra Jana Němce Heartbeat 3D v roce 2010.